# Mesopolobus anogmoides
Mesopolobus anogmoides är en stekelart som beskrevs av Graham 1969. Mesopolobus anogmoides ingår i släktet Mesopolobus och familjen puppglanssteklar.
Artens utbredningsområde är:
- Tjeckien.
- Slovakien.
- Sverige.

Arten är reproducerande i Sverige. Inga underarter finns listade i Catalogue of Life.